# Марсель, Ханс-Йоахим
Ханс-Йоахим Марсель (нем. Hans-Joachim Marseille; 13 декабря 1919, Берлин — 30 сентября 1942, юж. Сиди-Абдель-Рахман, Египет) — немецкий воздушный ас Второй мировой войны по прозвищу Звезда Африки (нем. Stern von Afrika), один из лучших лётчиков Второй мировой войны, тридцатый в списке лучших лётчиков-истребителей мира.
Воевал в Северной Африке в Немецком Африканском Корпусе, одержал 158 побед.
Все 158 побед Марселя, за исключением семи, были одержаны над лётчиками Содружества наций в небе над Северной Африкой — ни один другой пилот не добился такого количества побед над лётчиками Западных Союзников. На протяжении всей своей карьеры Марсель летал на Мессершмитте Bf.109.
Он достиг вершины своей карьеры 1 сентября 1942 года, когда в течение трёх вылетов сбил 17 самолётов противника, за что получил рыцарский крест с дубовыми листьями, мечами и бриллиантами. Всего лишь 29 дней спустя Марсель погиб при прыжке с парашютом, когда в связи с остановкой двигателя ему пришлось покинуть свой истребитель.

## Биография
Ханс-Йоахим Марсель (Hans-Joachim «Jochen» Walter Rudolf Siegfried Marseille) родился 13 декабря 1919 года в 23:45 в Берлине по адресу Berlin-Charlottenburg Berliner Strasse 164, в семье, ведущей своё происхождение от французских гугенотов. Его отец капитан Зигфрид (Siegfried Georg Martin Marseille), мать Шарлотта (Charlotte Marie Johanna Pauline Gertrud Riemer). У Ханса-Йоахима была также младшая сестра Ингебург «Инга» (будучи в Афинах в конце декабря 1941 года, он получил телеграмму от матери с просьбой приехать, по прибытии в Берлин он узнал, что его сестра была «убита ревнивым любовником». Ханс-Йоахим до самой смерти не смог смириться с утратой).
Ребёнок был физически слабым и чуть не умер от гриппа. Отец Зигфрид был военным офицером во время Первой мировой войны, позднее покинул вооружённые силы и вступил в ряды берлинской полиции. Зигфрид вернулся к военной службе в 1933 и в 1935 году получил звание полковника. 1 июля 1941 он с новым повышением получил звание генерал-майора. Служил на Восточном фронте с начала операции «Барбаросса». Зигфрид Марсель был убит партизанами в районе Петрикова 29 января 1944 года. Он был захоронен в церкви Selasje.
Его родители развелись когда Марсель был ещё совсем юн. Его мать вышла замуж за полицейского по имени Reuter (Ройтер). Изначально Марсель носил фамилию приёмного отца, позднее Ханс-Йоахим взял фамилию своего отца — Марсель. Нехватка дисциплины принесла ему репутацию бунтовщика, характеристика которая будет ему досаждать в начале летной карьеры. У Марселя были сложные отношения с отцом, генералом Марселем. Он отказался навестить своего отца в Гамбурге после развода, но в итоге всё же попытался помириться. Отец ввёл его в мир ночных развлечений, что позднее мешало, а порой и вредило его карьере в Люфтваффе. Однако, это не укрепило связи с отцом, и они больше никогда не виделись.
В школе Марсель считался ленивым учеником, он постоянно устраивал какие-то проделки и попадал в неприятности.
Однако, к моменту окончания школы, он уже серьёзно взялся за учёбу и стал одним из самых молодых выпускников, получивших аттестат зрелости в начале 1938 года. Несмотря на то, что Марсель не был физически сильным человеком, он получил хорошую оценку за период работы в Имперской службе труда с 4 апреля по 24 сентября 1938 года. После чего Марсель выразил своё желание стать лётчиком.

### Военная служба
Вступил в ряды Люфтваффе 7 ноября 1938 года в качестве кандидата и прошёл курс базовой военной подготовки.
1 марта 1939 года Марсель был переведён в школу воздушного боя LKS-4. Среди курсантов однокашников был и Вернер Шрёер (Werner Schröer). Вернер рассказывал, что Марсель часто нарушал военную дисциплину, в результате чего ему было запрещено покидать базу на выходные вместе с товарищами. Однако, нередко Марсель игнорировал этот приказ и сбегал. Однажды во время выполнения этажерки, Марсель ушёл в сторону и продемонстрировал воображаемый бой истребителей. За эту выходку он получил выговор от своего командира капитана Мюллера-Рормозера (Mueller-Rohrmoser) и был отстранён от полетов, также было отложено его повышение до звания ефрейтор. Немного позже, совершая полёт через страну, он приземлился на тихом участке автобана (между Магдебургом и Брауншвейгом) и забежал за дерево, чтобы справить нужду. Несколько фермеров прибежали, чтобы узнать не нужна ли помощь, но к моменту их прибытия Марсель уже закончил свои дела и взлетал, а незадачливых спасателей лишь отбросило назад напором воздуха от винта. Разъярённые фермеры доложили о происшествии, и Марсель был вновь отстранён от полётов. В то время как его однокашники были произведены в офицеры ещё в начале 1940, Марсель, в связи с постоянными нарушениями дисциплины, оставался в звании фенриха до конца 1941…
В двадцать лет он закончил одну из школ лётчиков Люфтваффе и сразу же принял участие в Битве за Британию, не показав, впрочем, значительных успехов.
Будучи приятным молодым человеком, он вёл бурную ночную жизнь. Порой юный Марсель выглядел настолько уставшим на утро, что не допускался к полётам в этот день. В итоге таких ночных похождений он был переведён в другое подразделение, которое в апреле 1941 передислоцировалось в Северную Африку.
Под руководством нового командира, который увидел скрытый талант в молодом офицере, Марсель быстро развил свои способности лётчика-истребителя.
Только за сентябрь 1942 года им был сбит 61 британский самолёт. Это рекордный результат — больше, чем кто-либо, за всю историю, включая фон Рихтгофена.
6 июня 1942 года за 11 минут сбил 6 истребителей P-40 «Томагавк».
1 сентября 1942 года за 3 вылета Марсель сбил 17 самолётов.
Всего Марсель совершил 388 боевых вылетов, проведя в воздухе в общей сложности 482 часа и 49 минут. Из 158 его побед 151 приходится на бои в Северной Африке — 101 «P-40 Томагавк», 30 «Харрикейнов», 16 «Спитфайров» и 4 двухмоторных бомбардировщика.
Кавалер Рыцарского креста Железного креста с Дубовыми листьями, Мечами и Бриллиантами № 4 от 3 сентября 1942 года. Обладатель Почётного Кубка Люфтваффе.
Погиб 30 сентября 1942 года в результате технической неисправности самолёта. В связи с остановкой двигателя ему пришлось покинуть свой истребитель. Выпрыгнув из заполненной дымом кабины, Ханс-Йоахим ударился грудью о вертикальный стабилизатор самолёта, что привело к мгновенной смерти, либо стало причиной повреждений, характер которых не позволил самому молодому капитану Люфтваффе раскрыть парашют.
Ханс-Йоахим Марсель был похоронен в четырёх милях южнее Сиди-Абд-эль-Рахмана, на том самом месте, где он разбился.
В 1954 году его прах был перезахоронен на немецком мемориальном кладбище в Тобруке, а на месте гибели пилота был установлен памятный знак в виде пирамиды.

## Звания
Ханс-Йоахим Марсель вступил на военную службу в Вермахт 7 ноября 1938 года. Его первой станцией была Кведлинбург в горах Гарца, где он прошёл начальную военную подготовку в качестве пилота Люфтваффе.
- Пилот (7 ноября 1938)
- Фанен-юнкер (13 марта 1939)
- Фанен-юнкер-ефрейтор (1 мая 1939)
- Фанен-юнкер-унтер-офицер (1 июля 1939)
- Фенрих (1 ноября 1939)
- Обер-фенрих (1 марта 1941)
- Лейтенант (1 апреля 1941, вступил в силу 16 июня 1941)
- Обер-лейтенант (1 апреля 1942, вступил в силу 8 мая 1942)
- Гауптман (1 сентября 1942, вступил в силу 19 сентября 1942)

## Награды
| Изображ. | Награда                                                               | Дата награждения | Примечания                                                            |
| -------- | --------------------------------------------------------------------- | ---------------- | --------------------------------------------------------------------- |
|          | Нагрудный знак пилота                                                 | 1 февраля 1940   | [ 2 ]                                                                 |
|          | Железный крест 2-го класса                                            | 9 сентября 1940  | За две воздушные победы                                               |
|          | Железный крест 1-го класса                                            | 17 сентября 1940 | За четыре воздушные победы                                            |
|          | Почётный Кубок люфтваффе                                              | 3 ноября 1941    | [ 2 ]                                                                 |
|          | Немецкий крест в золоте                                               | 24 ноября 1941   | За 25 побед. Первый немецкий пилот получивший данную награду в Африке |
|          | Рыцарский крест Железного креста                                      | 22 февраля 1942  | За 46 побед                                                           |
|          | Серебряная медаль «За воинскую доблесть»                              | февраль 1942     | [ 2 ]                                                                 |
|          | Рыцарский крест с Дубовыми Листьями                                   | 6 июня 1942      | За 75 побед                                                           |
|          | Рыцарский крест с Дубовыми листьями и Мечами                          | 18 июня 1942     | За 100 воздушных побед                                                |
|          | Знак «Лётчик-наблюдатель» в золоте с бриллиантами                     | август 1942      | [ 9 ]                                                                 |
|          | Золотая медаль «За воинскую доблесть»                                 | 6 августа 1942   |                                                                       |
|          | Рыцарский крест с Дубовыми листьями, Мечами и Бриллиантами            | 3 сентября 1942  | [ 6 ] [ 10 ]                                                          |
|          | Нагрудная планка люфтваффе для истребителей в золоте с вымпелом «300» |                  | [ 9 ]                                                                 |
|          | Шесть раз упоминался в Вермахтберихт                                  |                  | [ 9 ]                                                                 |